# Le Berger des Landes
Le Berger des Landes est une sculpture de Germaine Richier en bronze patiné foncé, réalisée en 11 exemplaires. Elle représente une forme masculine sur deux échasses, comme celle des bergers des Landes ou échassiers landais. Elle est équilibrée en trépied par le long bâtons du berger.
Le Berger des Landes est également une sculpture de Germaine Richier : un buste en brique et ciment, pièce unique intitulée Le Berger des Landes, buste n°35, 1951, 17,5 × 15 × 14,2 cm, collection particulière.

## Historique et description
Le Berger des Landes est né sur une plage de Normandie, à Varengeville-sur-mer, où Germaine Richier a ramassé morceau de brique mêlé à du ciment poli par la mer. Elle l'a utilisé pour la tête du personnage, creusant une des briques pour obtenir les deux trous des orbites traversant la tête. Elle a creusé l'autre brique perpendiculairement et très largement pour figurer la bouche. Installée sur le cors de manière que les yeux et la bouche se retrouvent sur la côté, cette tête se rapproche d'un aspect « cubiste ». Et pourtant la sculpture entière témoigne du désir de Germaine Richier de rester dans la réalité : la posture du berger résulte d'une observation rigoureuse du sujet.
Il n'en est pas de même pour l'autre berger des landes : Le Berger des Landes, buste n°35, 1951, 17,5 × 15 × 14,2 cm, brique et ciment, collection particulière, sans rapport avec la réalité du sujet, très proche de l'abstraction et qui s'éloigne du style Richier. Alors que dans Le Berger des Landes « Comme dans Le Diabolo, Richier a trouvé avec le thème du berger des landes une raison logique, crédible, à l'utilisation des fameux fils qui sont la caractéristique de sa sculpture. »